# Rosa doluchanovii
Rosa doluchanovii es una especie de planta del género Rosa, de la familia Rosaceae.

## Taxonomía
Rosa doluchanovii fue descrita por Manden. en 1976.

## Distribución
Se encuentra en el territorio de Transcaucasia.